# Stargate (dispositivo)

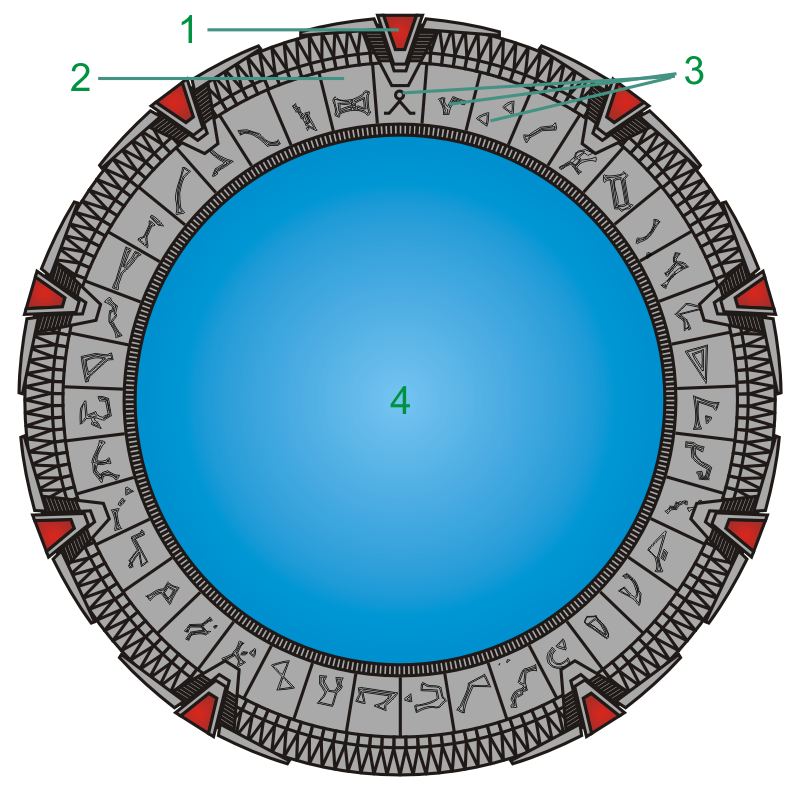
Partes de un Stargate de la Vía Láctea:
1) chevrones;
2) anillo de marcado;
3) jeroglíficos;
4) horizonte de eventos.

Astria Porta (en lantiano), Stargate (en castellano, Puerta Estelar) o Chappa'ai (en la lengua de la raza Goa'uld) es un dispositivo ficticio que aparece de forma recurrente en la película de mismo título, en la serie televisiva Stargate SG-1 y en sus series secuela/paralelas Stargate Atlantis y Stargate Universe (es de hecho, la principal motivación de la emisión). Se trata de un dispositivo alienígena en forma de anillo, que mediante un agujero de gusano conecta dos lugares diferentes del universo transfiriendo la materia de uno a otro, de forma casi instantánea.
A lo largo de la serie, se descubre que este aparato alienígena fue construido por una raza extraterrestre llamada los Antiguos, particularmente por un Antiguo llamado Amelius que se revela en la película Stargate: El Arca de la verdad. Este dispositivo sirve para viajar entre dos planetas distantes a través de un agujero de gusano de forma casi instantánea.

## Descripción
Es un anillo metálico de unos 6,7 metros de diámetro y 29.000 kg de peso. Está construido en un material cuarzoso de origen extraterrestre llamado Naquadah.
El Stargate de la galaxia Vía Láctea, tiene un anillo interior que gira, dividido en 39 secciones con unos 9 chevrones, que son símbolos o jeroglifos los cuales representan 38 constelaciones y un punto de origen, diferente para cada Stargate. Por su parte, el de Pegaso consta tan solo de 36 símbolos, debido posiblemente al menor tamaño de esta galaxia frente a la Vía Láctea. En este Stargate, la rueda interior no gira, simplemente se ilumina mostrando el movimiento del símbolo marcado.
Posee además nueve chaurones o galones (chevron en inglés), de los que se usan 7 habitualmente para marcar un destino dentro de la misma galaxia, y 8 para llamar a una puerta en otra galaxia. La utilidad del noveno chevron es viajar a las naves de los Antiguos en la serie Stargate Universe.

## Funcionamiento
El Stargate está construido con Naquadah, ya que este elemento es capaz de manejar fácilmente las elevadísimas cantidades de energía para abrir un agujero de gusano estable. Se comporta como un superconductor, siendo capaz de absorber y almacenar casi cualquier tipo de energía, que después es usada para abrir el agujero. En condiciones normales, un Stargate completamente cargado puede permanecer activado 38 minutos o unos pocos segundos más o menos.

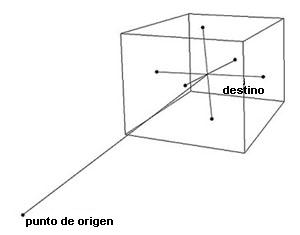
Funcionamiento del Stargate: seis puntos determinan la coordenada de destino, y el séptimo representa el punto de origen.

Un destino en la galaxia se marca mediante 7 puntos, de los que 6 determinan las coordenadas tridimensionales del destino y el séptimo señala el punto de origen. Es posible añadir un símbolo adicional entre el sexto y el séptimo que determina la galaxia de destino, pero solo una fuente de energía de la potencia de un ZPM es capaz de proporcionar las astronómicas cantidades de energía para llamar a otra galaxia. Para marcar, se puede utilizar un Sistema de Llamada a Casa u otro dispositivo de llamada (el mecanismo funciona por principios análogos a los de un teléfono), o, llamar de manera manual, girando el anillo interior hasta que el símbolo elegido esté debajo del chevron principal. Al cabo de unos segundos quieto, el símbolo será seleccionado de manera automática.
Cuando se marca una dirección, el Stargate de origen intenta contactar con el de destino, y en caso de que este lo acepte, abre un agujero de gusano a través del subespacio. Este agujero solamente permite transportar materia en sentido unidireccional, del origen al destino, pero permite que las ondas electromagnéticas y la energía viajen de forma bidireccional.
Un Stargate no transporta los objetos inmediatamente. En su lugar, crea una burbuja subespacial que sirve de almacenamiento temporal. Solo cuando el objeto ha atravesado completamente el horizonte de sucesos y entrado en la burbuja, el Stargate de origen desintegra el objeto, enviando a través del agujero la materia y la forma de cómo reconstruirla. El Stargate de destino recibe la materia y la almacena en unos cristales, hasta que le llega toda la materia. En ese momento, reconstruye el objeto, que sale del horizonte resultante con la misma velocidad y dirección con la que entró.

## Stargates de la Vía Láctea
Los stargate de la Vía Láctea tienen 39 símbolos inscritos en un anillo interior. En la película original de Stargate, este anillo interior rotaba hasta que el símbolo marcado se alineaba con el chevron apropiado de la secuencia, momento en el que el anillo se paraba y el chevron se separaba y retraía indicando que estaba marcado. La puerta continuaba con este proceso hasta marcar la secuencia completa. En la serie de televisión Stargate SG-1 la secuencia es similar, excepto que todos los símbolos son marcados por el séptimo chevron (el más alto), que es el único chevron que se mueve, mientras que los demás chevrones solo se iluminan con luz roja cuando su símbolo en la secuencia es marcado. (La película se diferencia ligeramente de la serie en que el chevron más alto tiene un diseño diferente y ninguno de los chevrones se ilumina.)
Con 38 símbolos, la red de stargates de la Vía Láctea tiene 1.987.690.320 posibles direcciones de 7 símbolos (combinatoria: 38x37x36x35x34x33). Sin embargo, ya que solo una pequeña fracción de éstas conforman destinos válidos, marcar aleatoriamente es en gran medida inútil. Si la persona que llama no conoce el símbolo de punto de origen, entonces hay muchas más combinaciones posibles.
Ya que la puerta de la Tierra se encontró sin un DHD, el comando Stargate desarrolló la tecnología para comunicarse con al puerta con el fin de proporcionarle energía y marcar direcciones a través de ordenadores. Al contrario que un DHD, esta versión es esencialmente un marcado manual de tal manera que el sistema mueve físicamente el anillo interior para marcar la dirección. Cuando se llama desde un DHD los símbolos se marcan automáticamente, por lo cual el marcado desde un DHD es mucho más rápido. Sin embargo, el ordenador de marcado del SGC tiene la ventaja de controlar el acceso al stargate y almacenar las direcciones, mientras que un DHD puede ser usado por cualquiera y no tiene ninguna lista de direcciones.
Como dato curioso, cabe destacar que el Comando Stargate instaló un "iris" metálico en su stargate para poder "bloquear" la puerta en caso de recibir una llamada no autorizada; este sistema se instaló para evitar ataques por parte de los Goa´uld u otros extraterrestres hostiles y aparentemente los terrícolas son los únicos en implementar dicha medida de seguridad en toda la Galaxia.

### Símbolos en Giza

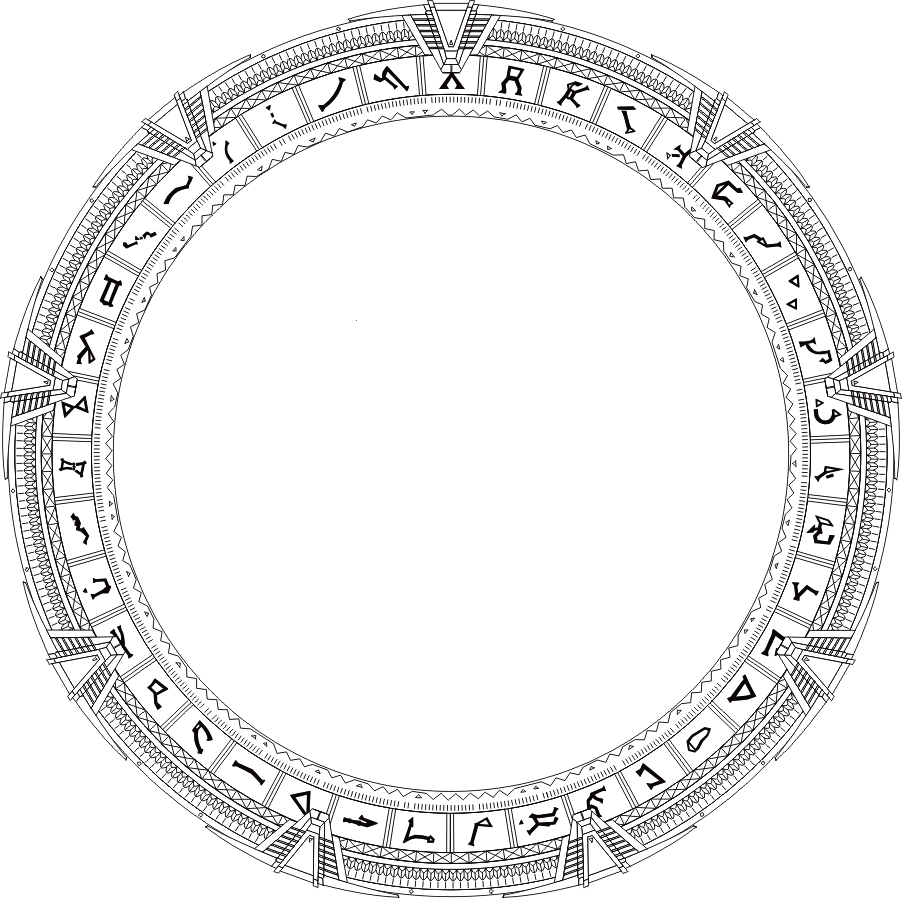
Diagrama esquemático de un stargate de la Vía Láctea.

Como se menciona en la película original, los símbolos del stargate de Giza se corresponden a las constelaciones tal y como se ven desde la Tierra, exceptuando el símbolo del punto de origen. En el último capítulo de la séptima temporada de SG-1, titulado "Lost City", se revela que cada símbolo se corresponde con una sílaba en el idioma de los Antiguos, de manera que las direcciones de la puerta pueden ser pronunciadas.
| Posición | Símbolo | Constelación     | Posición | Símbolo | Constelación     | Posición | Símbolo | Constelación |
| -------- | ------- | ---------------- | -------- | ------- | ---------------- | -------- | ------- | ------------ |
| 1        |         | Tauri*           | 14       |         | Microscopium     | 27       |         | Tauro        |
| 2        |         | Crater           | 15       |         | Capricornus      | 28       |         | Auriga       |
| 3        |         | Virgo            | 16       |         | Piscis Austrinus | 29       |         | Eridanus     |
| 4        |         | Bootes           | 17       |         | Equuleus         | 30       |         | Orión        |
| 5        |         | Centaurus        | 18       |         | Acuario          | 31       |         | Canis Minor  |
| 6        |         | Libra            | 19       |         | Pegaso           | 32       |         | Monoceros    |
| 7        |         | Serpens          | 20       |         | Sculptor         | 33       |         | Géminis      |
| 8        |         | Escorpión        | 21       |         | Piscis           | 34       |         | Hidra        |
| 9        |         | norma            | 22       |         | Andrómeda        | 35       |         | Lynx         |
| 10       |         | Corona Australis | 23       |         | Triangulum       | 36       |         | Cáncer       |
| 11       |         | Scutum           | 24       |         | Aries            | 37       |         | Sextans      |
| 12       |         | Sagitario        | 25       |         | Perseo           | 38       |         | Leo Minor    |
| 13       |         | Aquila           | 26       |         | Cetus            | 39       |         | Leo          |

*Este símbolo solo aparece en el stargate de la Tierra, siendo el punto de origen. En la película original, el doctor Jackson lo interpreta como una representación del Sol sobre la cúspide de una pirámide. Otros planetas tienen sus propios símbolos de origen únicos.

## Stargates de la galaxia Pegasus

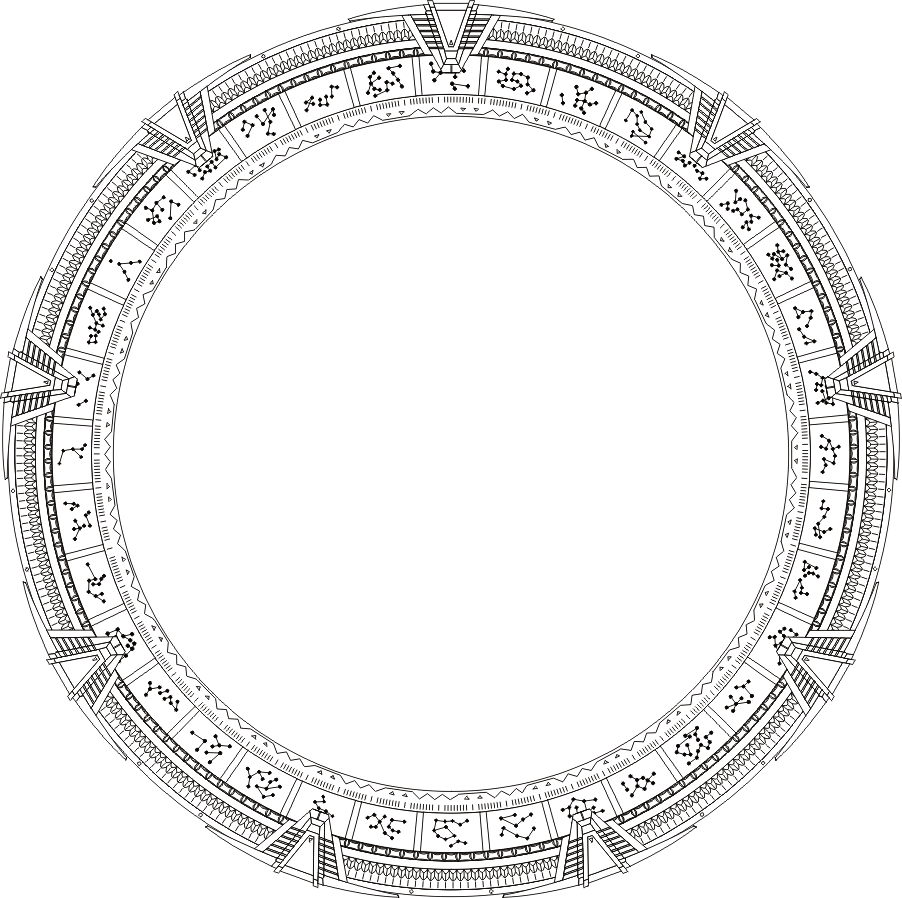
Diagrama esquemático de un stargate de Pegasus.

En la serie Stargate Atlantis, spinoff de SG-1, una expedición marca la dirección de 8 símbolos  desde el Comando Stargate para viajar a la Ciudad Perdida de Atlantis de los Antiguos, situada en la Galaxia Pegasus. Descubren que los Antiguos sembraron de stargates planetas repartidos por toda la galaxia Pegasus, al igual que hicieron en la Vía Láctea. Al contrario que la versión gris y roja de la Vía Láctea, los stargates de Pegasus tienen una combinación de oro brillante y color azul. Funcionalmente, los stargates de Pegasus difieren en que su anillo interior no se mueve. En cambio, los símbolos parpadean siguiendo un patrón circular hasta llegar a los puntos correspondientes. Esto hace que la marcación manual de los stargates de Pegasus sea imposible. El diseño alternativo de los stargates de la galaxia Pegasus es una de las muchas cosas que los productores de las series emplean para diferenciar entre SG-1 y Atlantis.
Otra diferencia importante entre las dos formas de stargate es que las puertas de Pegasus tienen preferencia sobre las puertas de la Vía Láctea cuando se hallan próximas; esto puede ser debido a que las puertas de Pegasus son un modelo más nuevo, siendo creadas después de que los Antiguos abandonaran la Vía Láctea. Esto se demuestra en el episodio final de Stargate Atlantis titulado Enemy at the Gate, donde una super colmena Wraith lleva a las proximidades de la Tierra una puerta de Pegasus, de manera que intercepta cualquier viajero de entrada y bloquea el uso del stargate de la Tierra.
Los stargates de Pegasus tienen 36 símbolos al contrario que los de la Vía Láctea, que tiene 39. Se necesitan siete símbolos para marcar una dirección interplanetaria, teniendo las mismas dificultades que las puertas de la Vía Láctea. Con 35 símbolos, la Red de Stargates de la galaxia Pegasus tiene 1.168.675.200 (35×34×33×32×31×30) direcciones posibles de 7 símbolos.
El stargate de Atlantis es el único de la galaxia Pegasus capaz de llamar a stargates de la Vía Láctea. Esto es debido a un "cristal de control" especial del DHD de Atlantis, sin el que un stargate de Pegasus no puede marcar sus ocho chevrones. Este cristal no tiene un uso restringido para ningún stargate en particular, de manera que en el episodio "Home" de Stargate Atlantis, el cristal fue temporalmente sacado e instalado por el doctor McKay dentro de un DHD "normal" del planeta M5S-224.
Algunos stargate de Pegasus están localizados en órbita geosíncrona alrededor del planeta (llamados a veces "spacegates") en lugar de en su superficie, algo que nunca se ha visto en la Vía Láctea. Las naves tales como los Puddle Jumper y las naves Dardo Wraith están diseñadas para pasar a través del stargate, teniendo en su interior un DHD. Los stargates orbitales se mantienen en su lugar gracias a tres propulsores situados equidistantemente alrededor de la circunferencia. Como se vio en el episodio "Ghost in the Machine" de la temporada 5 de Atlantis, estos propulsores corrigen los impactos fortuitos que lleguen a la puerta, tales como un choque de un Puddle Jumper contra ella.

### Símbolos en Atlantis
Los símbolos mostrados en la puerta de Atlantis se corresponden nuevamente con las constelaciones, aunque en este caso las constelaciones son ficticias. Los símbolos de Atlantis tienen nombre, como se ve en una foto de la computadora portátil de McKay en el episodio "Sateda".
| Posición | Símbolo | Constelación | Posición | Símbolo | Constelación                          | Posición | Símbolo | Constelación |
| -------- | ------- | ------------ | -------- | ------- | ------------------------------------- | -------- | ------- | ------------ |
| 1        |         |              | 13       |         |                                       | 25       |         | Rdehi        |
| 2        |         |              | 14       |         |                                       | 26       |         |              |
| 3        |         | Alura        | 15       |         |                                       | 27       |         |              |
| 4        |         |              | 16       |         |                                       | 28       |         |              |
| 5        |         |              | 17       |         |                                       | 29       |         |              |
| 6        |         | Ecrumig      | 18       |         |                                       | 30       |         |              |
| 7        |         |              | 19       |         | Subido (punto de origen de Altantis)* | 31       |         |              |
| 8        |         |              | 20       |         | Salma                                 | 32       |         | Gilltin      |
| 9        |         |              | 21       |         |                                       | 33       |         |              |
| 10       |         |              | 22       |         |                                       | 34       |         |              |
| 11       |         |              | 23       |         |                                       | 35       |         |              |
| 12       |         | Arami        | 24       |         |                                       | 36       |         |              |

*Al igual que en SG-1, este símbolo de origen es único para el stargate de Atlantis, teniendo también cada stargate su propio símbolo de origen. Atlantis ha cambiado de planeta; no está claro si esto ha cambiado el símbolo de origen.

## Tipos de Stargates
Los Antiguos colonizaron varias galaxias, y hasta ahora se han observado tres estilos distintos de stargates, de los que ahora se resaltarán sus diferencias:
- El del tipo de la galaxia Vía Láctea es el estilo de stargate más antiguo visto hasta ahora, es de color gris roca, tiene 39 símbolos (de los cuales 38 pertenecen a constelaciones de la Vía Láctea y uno al punto de origen) y aparecen representados de forma esquemática, sus chevrones se iluminan en color rojo anaranjado, posee una rueda interna que ha de girar hasta que el símbolo llegue al chevrón deseado, parando, fijando el símbolo y girando en sentido contrario para alcanzar al siguiente. A causa de esto la velocidad de marcado es reducida.
  - Los habitantes de Tollan, tras ser reubicados en colaboración con los Nox, crearon su propio Stargate para el nuevo planeta. Su estructura es similar a la de los Stargates de la Vía Láctea, pero su color y forma más estilizadas sugieren un diseño similar a los Stargate de la galaxia Pegaso.
- El del tipo de la galaxia Pegaso es un estilo más nuevo de stargate, es de color gris claro azulado en un tono más metalizado. Tiene 36 símbolos (de los cuales 35 petenecen a constelaciones de Pegaso y uno al punto de origen) y aparecen representados como constelaciones (puntos unidos por líneas). Sus chevrones se iluminan en color azul claro, posee una rueda interna que no gira, simplemente los símbolo se van iluminando a través de ella hasta llegar al chevrón correspondiente donde se marca rápidamente. Esto se da a gran velocidad, y como además para marcar el símbolo siguiente el proceso no se detiene, el marcado es mucho más rápido que en la Vía Láctea; aunque hace imposible el marcado manual (con marcado manual se refiere a que en ciertas ocasiones en la serie se ha visto girar la rueda con los chevrones para marcar a un planeta, con los stargates de Pegaso esto sería imposible ya que el sistema de trabado de los chevrones no es "mecánico" sino "digital").

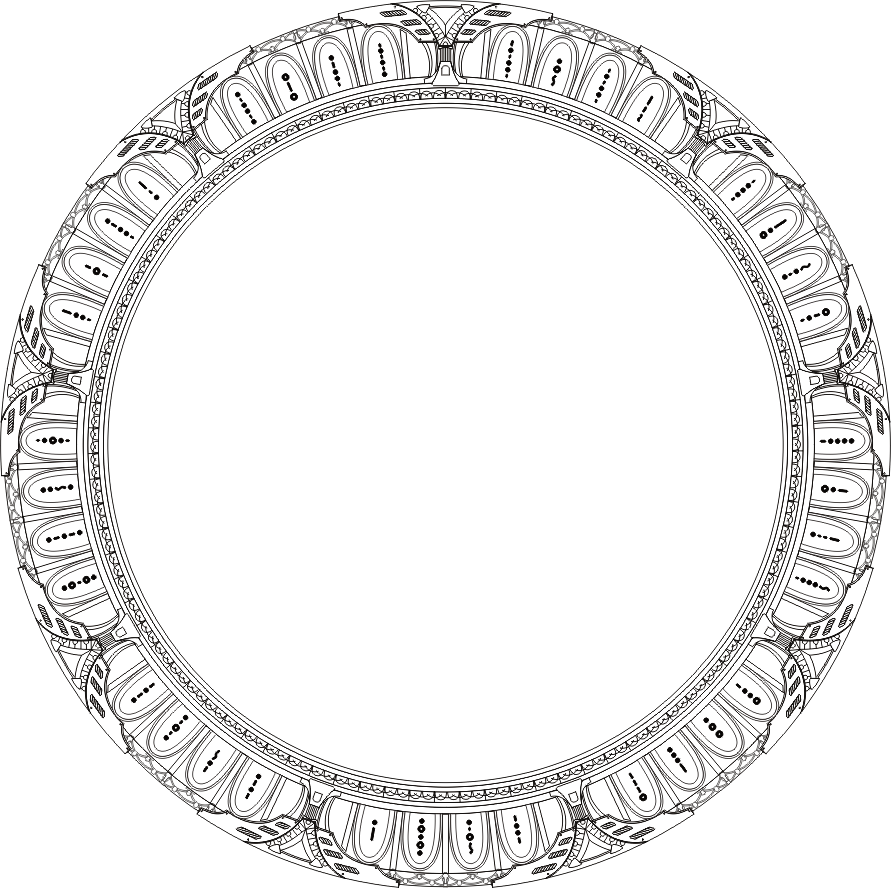
Modelo de los portales usados en la serie Stargate Universe.

- Los dispositivos del tipo de la serie Stargate Universe serían los más antiguos, y serían un prototipo de los que les seguirían. Ya que estos modelos se usan en diferentes galaxias, los símbolos no representan constelaciones específicas. Los chevrones son diferentes, son más redondeados de manera cóncava y las tres líneas comunes a los lados se muestran como luces individuales. Siempre están encendidos, mientras que los símbolos mismos brillan para indicar que están activados. El dispositivo completo gira cuando se marca, y los símbolos se seleccionan moviéndose a la parte superior del anillo. Gira alternando la dirección por turnos, primero en dirección a las agujas del reloj. Los portales planetarios tienen una rampa cuyos lados brillan cuando están activos. Todas tienen un chevrón en frente que se enciende cuando la puerta está activa. La puerta de la nave Destiny tiene un orbe sobre ella que brilla cuando se activan los símbolos, y permanece encendido mientras la puerta está activa, junto con el chevrón en el piso. Cuando el portal se desactiva, se expulsa un poco de dióxido de carbono de cada lado. También solo pueden funcionar en distancias cortas.[9]

## Problemas con el Stargate
Aunque los Stargate cuentan con numerosas medidas de seguridad que evitan que, por ejemplo, el agua o el aire puedan pasar a través de ellos, no son perfectos. Cuentan con un protocolo que permite informar de unos 400 códigos de error, aunque el Comando Stargate, debido a que carecen de un Sistema de Llamada a Casa y tuvieron que construir su propia interfaz para comunicar los ordenadores terrestres con el Stargate, solo es capaz de procesar unos 200. Esto les ha llevado a sufrir algunos problemas: 
- Un Stargate puede sufrir una sobrecarga mientras está abierto, en cuyo caso el agujero puede saltar a otro Stargate próximo al de destino. Esto fue lo que permitió a Jack O'Neill y a Samantha Carter descubrir la existencia del Stargate de la Antártida.
- Si se marca y no se espera a que el horizonte de eventos se estabilice por completo  la materia que esté frente al vórtice se desintegra

- También puede ocurrir que un agujero se cierre cuando hay un objeto a mitad de camino. En ese caso, la materia volverá al universo normal en el punto en el que se encontrase. Puede ser en medio del vacío o de una estrella, pero en cualquier caso el resultado para un ser vivo es fatal, no solo porque el medio puede ser incompatible con la vida, sino porque la rematerialización es a nivel muy básico.

- Otra cosa que puede suceder es que el Stargate de destino reciba la materia y la información, pero se cierre antes de reintegrarse, quedando almacenada en los cristales. Si se intenta volver a abrir el Stargate, ya sea llamando a otro o recibiendo una llamada, la información será sobrescrita, perdiendo el objeto para siempre. Teal'c estuvo a punto de morir de esta manera. Es posible abrir un horizonte de eventos sin el agujero de gusano correspondiente, pero para ello hace falta modificar el Sistema de Llamada a Casa. El proceso es peligroso y puede destruir el propio sistema de llamada.

- Como en el caso anterior, si el horizonte de eventos está cerrado o bloqueado por un iris o escudo, la materia no puede reintegrarse y el objeto se destruye.
- También es posible viajar en el tiempo, por medio de las erupciones solares, el proceso ocurre cuando el agujero de gusano se acerca demasiado a una erupción solar generada por una estrella y hace que se crea una conexión hacia otro portal o en casos más extremos a él mismo en otro espacio-tiempo tanto en el pasado como en el futuro, ocurrió durante una misión del SG-1, donde viajaron al pasado por accidente en la tierra en el año 1969, por fortuna Carter encuentra la forma de volver a casa utilizando la información dada por el general Hammond antes de irse. También hay casos en Atlantis y universe.
- También ocurre que si un stargate realiza una llamada a otro que se encuentre demasiado cerca de un agujero negro, también será afectado por los efectos gravitacionales del mismo, además la conexión no se cierra debido a la naturaleza de absorción de energía convirtiendo el portal en una extensión del agujero negro destruyendo tanto el planeta de destino como el que llamó, la única forma de cortar la conexión es provocar una sobrecarga de energía al portal que realizó la llamada, así se abre a otro lugar y permitiendo cerrarla.
- Se puede viajar a otros Universos paralelos empleando un disparo de energía de alto poder como una emisión de rayos gamma u otra energía dirigido hacia el horizonte de eventos, pero solo ocurre en condiciones especiales donde hay dos o más planetas con portales y entre ellos a una gran distancia exista un agujero negro, el cual desvía el flujo de materia hacia otro portal importando quien llamó primero a otro portal de un universo diferente, pero solo ocurre si se realiza el disparo de energía cuando está el portal en funcionamiento.

## Resistencia del Stargate
Se ha observado a lo largo de los años, que un stargate es capaz de resistir importantes agresiones; por ejemplo, han caído meteoritos en él dejándolo intacto. Ha entrado en el interior de una estrella aguantando un considerable período. Ha caído al océano a gran velocidad en una nave en llamas quedando también intacto. Ha resistido importantes sobrecargas desde el agujero de gusano o desde fuera. Ha resistido también numerosos disparos de armas de energía. Ha aguantado la onda expansiva de una bomba de naquadaq. En una ocasión y con la ayuda de un Prior Ori, resistió una potentísima bomba de naquadria (llamada mark IX) destinada a destruir puertas y aguantó abierto tras la explosión soportando las altísimas temperaturas. Esta gran resistencia física, es una de las causas por la que muchos de los stargates encontrados no posean Sistema de Llamada a Casa, o lo tengan averiado ya que en comparación con los stargates, éstos son verdaderamente frágiles.
Los portales de Stargate Universe como eran prototipos han resultado ser muy frágiles, por ejemplo los drones antitecnologia destruyeron una parte del anillo del marcado impidiendo que los habitantantes escapen del planeta, su Sistema de Llamada a Casa es un dispositivo portátil en vez de estar cerca a la puerta.

## Tecnologías similares
Los anillos de teletransporte Goa'uld (un diseño de origen antiguo) funcionan de manera similar, y aunque no gastan tanta energía, no son tan seguros. Por ejemplo, si se activan dentro del agua, ésta será transportada. Cuando hay objetos presentes tanto en el anillo de origen como en el de destino, intercambiarán sus posiciones. Al contrario que los Stargate, que transportan la materia por una dimensión paralela, los anillos lo hacen a través del propio universo, siendo posible interceptar la transmisión a mitad de camino con otros anillos. Este invento está hecho, al contrario que el Stargate, para teletransporte en cortas distancias, nunca interestelares.
Del resto de razas de la galaxia, solo los tollanos han demostrado la capacidad de construir un Stargate después de perder el de su planeta natal, aunque era más pequeño que los normales. Además, un antiguo llamado Orlin fue capaz de construir un mini-stargate con fibra óptica, condensadores, y otros materiales comprados en la Tierra, pero solo era capaz de llamar a un destino por tiempo limitado antes de fundirse.
Fue también creado un Stargate gigante o superstargate por los Ori, esta puerta estelar de 400 metros de diámetro. Está diseñada para ser atravesada por naves espaciales y ha de ser alimentada con la energía que solo un agujero negro es capaz de proporcionar.